# Глаз Агамотто
Глаз Агамотто (англ. Eye of Agamotto) — вымышленный мистический артефакт, фигурирующий в комиксах издательства Marvel Comics. Он появляется в публикациях, в частности в Доктор Стрэндж. Глаз Агамотто — это амулет Стрэнджа. Созданный писателем Стэном Ли и художником Стивом Дитко, он впервые появился в The Origin of Dr. Strange, в восьмистраничном рассказе в Strange Tales #115 (декабрь 1963). При проектировании «Глаза» Дитко черпал вдохновение из настоящего талисмана «Всевидящее око Будды», известного среди буддистов как «Амулет мучеников улиток», символ непальцев, предназначенный для защиты своего владельца от зла.
Глаз Агамотто также фигурирует в Кинематографической вселенной Marvel.

## Вымышленная история
Говорят, что Агамотто, могущественное мистическое существо и один из трёх Вишанти, использовал Глаз в свою бытностью Верховным чародеем измерения Земли. Истоки Глаза в настоящее время неизвестны, но существуют теории того, как он появился. Некоторые считают, что он был обнаружен Агамотто среди морей и звёзд, где он дрейфовал целую вечность. Другие утверждают, что он был создан самим Агамотто, что имеет смысл, когда силы Глаза сравниваются с силами «Всевидящего».
Говорят, что Глаз Агамотто опирается на собственную мистическую способность Агамотто преодолевать расстояния и рассеивать маскировки и иллюзии. Агамотто также, вероятно, знает о каждом использовании Глаза и может даже записывать эти события для последующего просмотра.
Ринтра, ученик Доктора Стрэнджа, может вызвать многие эффекты Глаза, используя «Амулет Агамотто».
В New Avengers Annual #2 (2008), хотя Стрэндж сначала сохранил Глаз и Плащ, Кап, по командам Дормамму, предназначался Стрэнджу, чтобы уничтожить его и захватить Глаз Агамотто. Стрэндж, вызвав силу Зома, говорит ему, что он не готов использовать его из-за своей испорченной души и демонической связи.
Стрэндж показывает это новым Мстителям, описывая Глаз как «один из самых мощных мистических предметов на этом физическом мире». Стрэндж и Новые Мстители теперь сражаются с силами Тёмного Измерения, когда Стрэндж ищет на планете новых потенциальных кандидатов. Глаз представлен новому Волшебнику Доктору Вуду в New Avengers № 53, который носит его, когда сражается с Дормамму. Стрэндж потерял глаз из-за собственной коррумпированной связи с Зомом.
Позже, Доктор Дум прибывает, чтобы бросить вызов «требуя» Глаз Доктора Вуду. Дум утверждает, что объект должен принадлежать ему, для защиты других, но оставляет Глаз после использования его, чтобы увидеть своё будущее, сообщая Доктору Вуду, что он ничего не получит от него.
Когда Доктор Стрэндж и Даймон Хеллстрём одержимы неуказанной демонической сущностью, они пытаются требовать Глаз от Доктора Вуду, заставляя его телепортироваться в Особняк Мстителей. Люк Кейдж прикасается к объекту и мутирует в чудовищную версию самого себя, субъект, который впоследствии овладел им, «прыгает» в Железного Кулака, который затем телепортируется с Глазом, вызывая раскол в небе, что Стрэндж объясняет как "конец всего". Когда Мстители сражаются с демонами на Земле, Железный Кулак оказывается в белой пустоте, где встречает Древнего, который утверждает, что несёт ответственность за текущее вторжение из-за его гнева на недавние «неудачи» Стрэнджа. Когда Железный Кулак возвращается на Землю — теперь он одет в новый костюм — он утверждает, что Древний сказал ему, что Стрэндж украл Глаз у Древнего, а не отдал его своим хозяинам, бросая вызов Стрэнджу признать правду. Отметив, что такое утверждение противоречит всему, чему Древний научил его о Глазе, Стрэндж понимает, что сущность, с которой они сталкиваются, не является его хозяином, со случайным комментарием Человека-паука, побуждающего магов осознать, что противник, с которым они сталкиваются, — это сам Агамотто, пытаясь вернуть Глаз после явной «смерти» Вишанти. Хотя группа пытается победить Агамотто, уполномочивая Росомаху на роль «аватара», Доктор Вуду, наконец вынужден жертвовать собой, чтобы сдержать своего врага, по-видимому уничтожая себя и Глаз одновременно.

## Другие версии
Глаз и Плащ Левитации Стрэнджа показаны в картине Халка 1992 года «Будущее несовершенно». Установив сто лет в будущем, после ядерной войны, плащ, лохмотья и Глаз являются одними из многих артефактов в мемориальной комнате в доме ассоциированного Халка Рика Джонса. Тот же плащ и Око затем украдены как часть сюжета Танатоса, версии Рика Джонса, который хотел стать окончательной версией самого себя. Благодаря другим версиям, включая пожилых людей, Танатос остановлен.
«Глаз» используется версией 2099 Волшебника Верховного, молодой женщины, которая висит на куртке. Это используется, чтобы держать её демоническую половину под контролем. Она объединяется с 2099 версией Человека-паука.

## Силы
Глаз — оружие мудрости, которое может излучать мощный мистический свет, который позволяет Стрэнджу видеть сквозь все маскировки и иллюзии, видеть прошлые события и отслеживать как эфирные, так и телесные существа их психическим или магическим излучением. Свет, излучаемый Глазом, также ослабляет множество злых мистических существ, таких как демоны, дьяволы, существа нежити, тёмные внемерные существа и даже достаточно коррумпированные люди-практики Тёмных Искусств. Стрэндж может использовать его для исследования чужих умов, проецирования мощного мистического щита и создания порталов для других измерений. Это также использовалось для того, чтобы помещать существ в приостановленную анимацию, и это служит застёжкой для его Плаща Левитации. В ранние годы Защитник Стрэндж использовали свет Глаза, чтобы левитировать такие тяжёлые объекты, как Халка и Профессора Икс вместе с его инвалидным креслом вместе или без с минимальными усилиями, одновременно магически контролируя плащ, чтобы летать самому, неся суммарное по меньшей мере семь тонн (пятнадцать тысяч фунтов). Глаз Агамотто может быть использован для перевозки группы десятков существ всех видов и уровней силы в другую точку внутри вселенной, как это сделал Стрэндж, чтобы сражаться с угрозой Таноса.

## Вне комиксов
- Глаз Агамотто появляется в прямом видео-фильме «Доктор Стрэндж: Верховный Маг». Это легендарный мистический артефакт, принадлежащий Верховному Волшебнику. Раньше он принадлежал Древнему, пока не был передан Доктору Стрэнджу. Дормамму украл Глаз, когда он направился к Святилищу Санкторум. Стрэндж, вспоминая его тренировку с Мордо, поглощает чистую магию, которую демон взорвал ему. Так как сам Дормамму сделан из чистой магии, он вскоре исчезает в ничто после того, как изливает свою силу на Стрэнджа, используя Глаз Агамотто.
- Глаз показан Доктором Стрэнджем в мультсериале «The Super Hero Squad Show». В одном эпизоде взаимодействие с уникальным сюжетным элементом шоу под названием «Infinity Fractals» привело к порче Глаза. Это приводит к тому, что Доктор Стрэндж действует беспорядочно, невменяемо и у него неуравновешенный характер.
- Глаз используется Доктором Стрэнджем в мультсериале Человек-Паук в 3 сезоне, в серии «Доктор Стрэндж».
- Глаз Агамотто появился в фильме Доктор Стрэндж. По данным главы Marvel Studios Кевина Файги, Глаз имеет способность манипулировать вероятностями и временем, так как он содержит камень времени; пятый Камень Бесконечности[21][22].